# Världshälsoorganisationen
Världshälsoorganisationen, som brukar förkortas WHO (från det engelska namnet World Health Organization), bildades 1948 och är ett av Förenta nationernas fackorgan och har sitt huvudkontor i Genève.
Organisationens författning skrevs den 22 juli 1946 i New York. Fördraget var giltigt efter att den 26:e staten hade ratificerat författningen, den 7 april 1948.

## Uppdrag
WHO:s författning slår fast att organisationens syfte är att alla människor ska uppnå en så god hälsa som möjligt. Som en del av denna strävan arbetar WHO bland annat med att koordinera internationell, medicinsk hjälp till de platser som är drabbade av infektionssjukdomar som sars, malaria och aids. Utöver detta bekämpar WHO också andra sjukdomar, till exempel genom att distribuera vaccin.
Efter att WHO bekämpat smittkoppor i många år kunde man 1979 deklarera att sjukdomen var borta. Smittkoppor var den första sjukdom i världshistorien som utrotats. WHO har levererat vaccin till nästan alla de som är smittade av malaria och schistosomiasis (en sjukdom som orsakas av parasiter), och man räknar med att ha fått bort den senare om några få år.
WHO:s verksamhet syftar också till att hjälpa människor på andra sätt än att bekämpa sjukdomar. Organisationen strävar även efter att främja hälsa i vid mening. WHO definierar hälsa som välbefinnande såväl fysiskt, psykiskt som socialt. Ett led i detta är WHO:s kampanjer, till exempel kampanjen för att minska folks tobaksförbrukning, och forskningsverksamhet om exempelvis påverkan från magnetfält från mobiltelefoner.
Några av deras arbeten diskuteras livligt. Till exempel tolkades en rapport från 2003 om att kosten inte bör innehålla mer än tio procent socker som ett angrepp mot sockerindustrin.

## Världshälsoorganisationens struktur
Alla medlemmar i WHO sänder delegationer till World Health Assembly, som är WHO:s högsta beslutande organ. Församlingen möts varje år i maj, bland annat för att utse en ordförande som sitter i fyra till fem år och planlägga budgeten för såväl organisationen som dess olika program (operativa verksamhet). Församlingen utser även den exekutiva styrelsen, som består av medicinskt kvalificerade representanter från 32 medlemsländer och som under en treårsperiod bland annat skall verkställa besluten från World Health Assembly.

### Medlemskap
WHO har 194 medlemmar, däribland samtliga EU-länder. Liechtenstein, Niue och Cooköarna är inte medlemmar. Områden som inte är FN-medlemmar kan söka medlemskap som åtföljande medlemmar. Dessa får full observatörsstatus, men har inte rösträtt i rådet.

### Regionalkontor

Organisationens regioner

Världshälsoorganisationen har 6 regionala kontor som har sitt säte i följande orter:
- Brazzaville, Kongo-Brazzaville, (Region Afrika)
- Washington, D.C., USA, (Region Amerika)
- New Delhi, Indien, (Region Sydostasien)
- Köpenhamn, Danmark, (Region Europa)
- Kairo, Egypten, (Region östra Medelhavet)
- Manila, Filippinerna, (Region västra Stilla havet)

### Aktionsdagar (urval)
- 22 mars, Internationella vattendagen
- 7 april, Världshälsodagen
- 31 maj, Tobaksfria dagen
- 14 juni, Internationella blodgivardagen
- 14 november, Världsdiabetesdagen
- 1 december, Världsaidsdagen

## Världshälsoorganisationens sjukdomsbekämpning
Bland de sjukdomar som finns i världen bekämpar WHO bland annat aids och SARS.

### SARS
Huvudartikel: SARS
SARS först upptäckt i Asien under februari 2003, över ett par månader hade smittan spridit sig till Nordamerika, Sydamerika, Europa och övriga Asien, innan smittspridningen kunde stoppas. 8 098 människor blev smittade med sars i det utbrott som var 2003 och 774 avled i viruset.

### Malaria
Huvudartikel: Malaria
Malaria kommer från malariaparasiten, som fås från bestämda myggarter. Man räknar med att det uppstår mellan 300 och 500 miljoner nya malariatillfällen varje år med 1,5–2,7 miljoner dödsfall världen över. Malaria finns i tropiska och subtropiska områden. I Danmark finns det 150–200 malariatillfällen varje år. Sjukdomen har funnits länge i Danmark, men vid slutet av 1800-talet utrotades sjukdomen. Namnet malaria betyder dålig luft och hänvisar till de fuktiga områden där malariamyggorna finns.

### Aids
Huvudartikel: Aids
Sjukdomen utvecklas från hiv-viruset och sprids vanligast via oskyddat samlag. Sjukdomen är dödlig och kännetecknas av svåra skador på immunförsvaret, vilket medför att den drabbade är extremt känslig för infektioner. Idag finns det omkring 40 miljoner människor som lever med antingen hiv eller aids, tre fjärdedelar av dessa finns i Afrika söder om Sahara. Förutom vid oskyddat samlag kan sjukdomen spridas via blod och från gravida kvinnor som bär på viruset, som får barn.
2003 förkastade WHO uttalanden av den romersk-katolska kyrkans hälsodepartement : "Dessa felaktiga uttalanden om kondomer och hiv är farliga när vi står inför en global pandemi som redan har dödat mer än 20 miljoner människor och som redan drabbar minst 42 miljoner".

### Schistosomiasis
Huvudartikel: Schistosomiasis
Sjukdomen kallas även Bilharzios och är en masksjukdom som orsakas av en del arter i sugmasksläktet Schistosoma. Sjukdomen är mycket utbrett i Afrika och Östasien och fler än 200 miljoner människor räknas vara drabbade varav 80 procent av dessa finns i Afrika.

### Covid-19
Den 30 januari 2020, deklarerade WHO coronavirusutbrottet 2019–2021 som internationellt hälsonödläge.
WHO har kritiserats av Taiwan för att inte låta folkhälsoombud från landet delta i möten och ta del av information och data om utbrottet. Taiwan tillåts inte vara medlemsstat av WHO, av hänsyn till Kina. Kanada och EU (som har observatörsstatus) har tagit parti för  Taiwan.

## Pandemisk varningslista
Efter fågelinfluensan H5N1 utbrott 2005 införde WHO en bedömingslista i sex faser över en sjukdoms spridningsrisk. H5N1 fick fas 3.
- Fas 1: Inga virus som cirkulerar bland djur har rapporterats att de smittar människor.
- Fas 2: Virus cirkulerar bland både tama och vilda djur. De har förekommit att virus har överförts från djur till människa och har orsakat infektioner. Det bedöms att de kan skapa en pandemi.
- Fas 3: Viruset har orsakat spridda smittor bland enstaka människor och grupper. Det förekommer att det smittar mellan människor vid vissa situationer, till exempel mellan närkontakt med en sjukvårdare och en smittad. Det är inte tillräckligt smittsamt för att orsaka en pandemi.
- Fas 4: Smittspridningsrisken är så pass stor att det befaras att det kan bli en pandemi. Ett land som misstänker eller kan bekräfta en sådan situation skall genast kontakta WHO. En pandemi har inte utbrutit.
- Fas 5: Viruset sprider sig mellan människor. Det har spridit sig till minst två länder i en av WHO:s regioner. De flesta länder är dock oberörda. Fas 5 är en stark signal till att länderna skall förbereda sig på en pandemi.
- Fas 6: Viruset har spridit sig till minst två av WHO:s olika regioner. Pandemin är på väg att bryta ut.

## Generaldirektörer för Världshälsoorganisationen
| Namn                   | Land      | Tidsperiod             |
| ---------------------- | --------- | ---------------------- |
| Brock Chisholm         | Kanada    | 1948–1953              |
| Marcolino Gomes Candau | Brasilien | 1953–1973              |
| Halfdan T. Mahler      | Danmark   | 1973–1988              |
| Hiroshi Nakajima       | Japan     | 1988–1998              |
| Gro Harlem Brundtland  | Norge     | 1998–2003              |
| Lee Jong-wook          | Sydkorea  | 2003–2006 (avled 22/5) |
| Anders Nordström (tf.) | Sverige   | 2006–2006              |
| Margaret Chan          | Hongkong  | 2007–2017              |
| Tedros Adhanom         | Eritrea   | 2017–                  |